# Hobsonia mirabilis
Hobsonia mirabilis är en lavart som först beskrevs av Peck, och fick sitt nu gällande namn av Linder 1929. Hobsonia mirabilis ingår i släktet Hobsonia, ordningen Atractiellales, klassen Atractiellomycetes, divisionen basidiesvampar och riket svampar.   Inga underarter finns listade i Catalogue of Life.